# Ovipositor

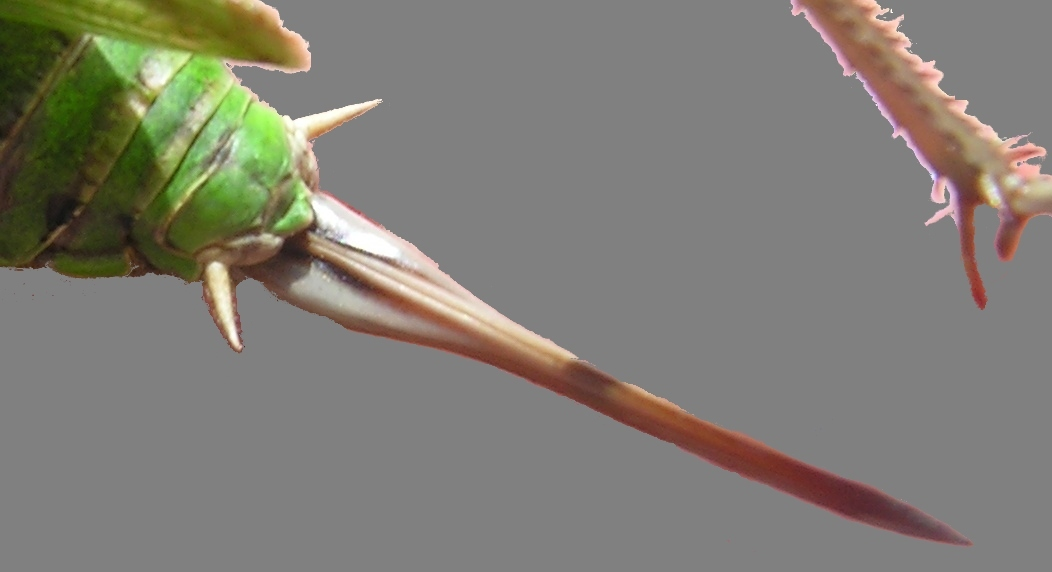
Ovipositor einer Laubheuschrecke; die beiden Cerci sind ebenfalls sichtbar

Ovipositor ist im Tierreich die Bezeichnung für einen bei Weibchen ausgebildeten Eiablageapparat. Obwohl es entsprechende Strukturen in unterschiedlichen Tiergruppen gibt (zum Beispiel beim Bitterling), wird diese Bezeichnung üblicherweise für den Legeapparat der Insekten genutzt. Er wird entsprechend seiner sehr unterschiedlichen Ausbildungen auch als Legeapparat, Legebohrer, Legestachel oder Legeröhre bezeichnet. Funktionell dient er den Weibchen zur Ablage von Eiern in verschiedene Substrate.

## Aufbau und Funktion

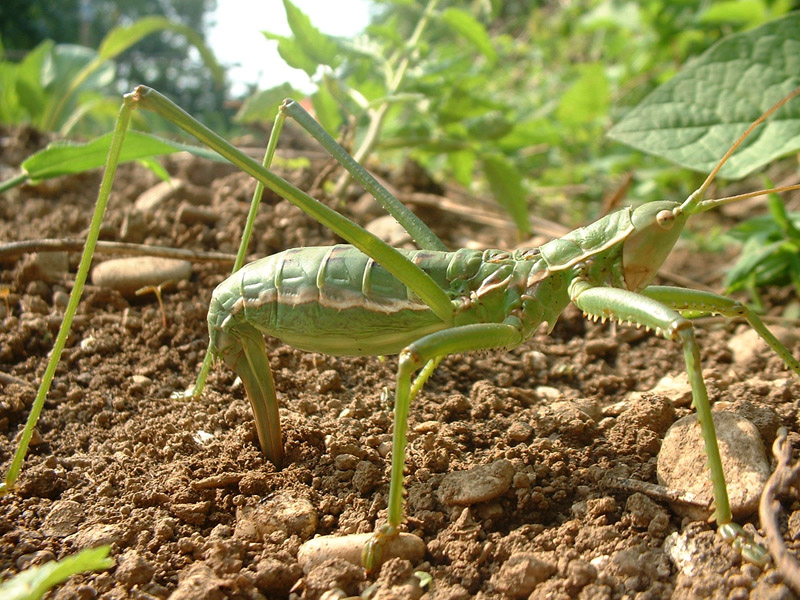
Große Sägeschrecke bei der Eiablage

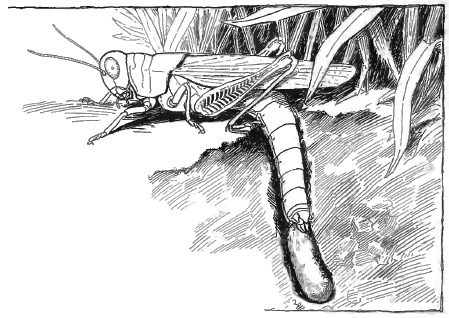
Heuschrecke legt ein Eipaket in den Boden ab

Der Ovipositor wird als Röhre der paarigen Gonapophysen gebildet, die sich im Bereich der Genitalsegmente (8. und 9. Hinterleibssegment) als Ausbildungen am Vorderrand der Coxopodite der beiden Genitalsegmente (Valvifer) bilden. Sie leiten sich von entsprechenden Bildungen der Felsenspringer ab, die ein einfaches Legerohr bilden. An der Basis des Legerohres befindet sich die Genitalöffnung, aus der die Eier in das Lumen des Rohres gepresst werden.
Höhere Insekten wie die Libellen, Springschrecken, Fransenflügler, Schnabelkerfe und Hautflügler besitzen einen weiterentwickelten Ovipositor (orthopteroider Ovipositor). Hier trägt der zweite Valvifer ein weiteres Gonapophysenpaar, das gemeinsam mit den beiden Ursprungsvalvulae ein Doppelrohr bildet. Dabei sind sowohl die dritten wie auch die zweiten Valvulae über eine Falzleiste in einer entsprechenden Nut der ersten verfalzt, wobei die zweiten Valvulae meistens die mittlere Abgrenzung des oberen vom unteren Halbrohr bilden. Die Basis der Gonapophysen ist mit Muskulatur (Pro- und Retraktor) ausgestattet, die eine Bewegung der Valvulae beider Seiten gegeneinander ermöglicht. Durch die alternierende Bewegung kann ein im Legerohr befindliches Ei zur Spitze des Legerohres befördert werden.

## Umbildungen
Bei einigen Vertretern der Hautflügler, vor allem den Bienen und Wespen, ist aus diesem ursprünglichen Legebohrer ein Giftstachel entstanden. Dabei transportiert das Lumen des ursprünglichen Legerohres (Stachel) das Gift aus einer Giftblase. Das erklärt auch das Fehlen des Stachels bei männlichen Individuen.
Bei vielen anderen Teilgruppen kann der Legeapparat verändert sein. Bei einigen Kurzfühlerschrecken sind die Gonapophysen stark zurückgebildet und nicht miteinander verfalzt. Sie sind kurz und hakenförmig, die mittleren Valvulae stark zurückgebildet. Bei den Echten Grillen fehlen die mittleren Valvulae vollständig und das Legerohr wird nur aus den ersten und dritten Valvulae gebildet.

## Atypische Eiablageapparate
Neben diesen Grundtypen des Ovipositors existieren bei den Insekten zahlreiche atypische Eiablageapparate, die sich wahrscheinlich unabhängig voneinander entwickelt haben. So besitzen Schwimmkäfer einen den beschriebenen Legeapparaten funktionell sehr ähnlichen Ovipositor, der jedoch nicht von diesen abzuleiten ist. Auch bei verschiedenen Netzflüglern und Kamelhalsfliegen existieren rohrartige Bildungen an der Bauchseite der Genitalsegmente. Bei zahlreichen Insektengruppen sind statt eines Legerohres die hinteren Hinterleibssegmente verjüngt und übernehmen die Funktion der Eiablage; sie können in der Regel ausgestülpt und in die vorderen Segmente zurückgezogen werden.

## Bilder

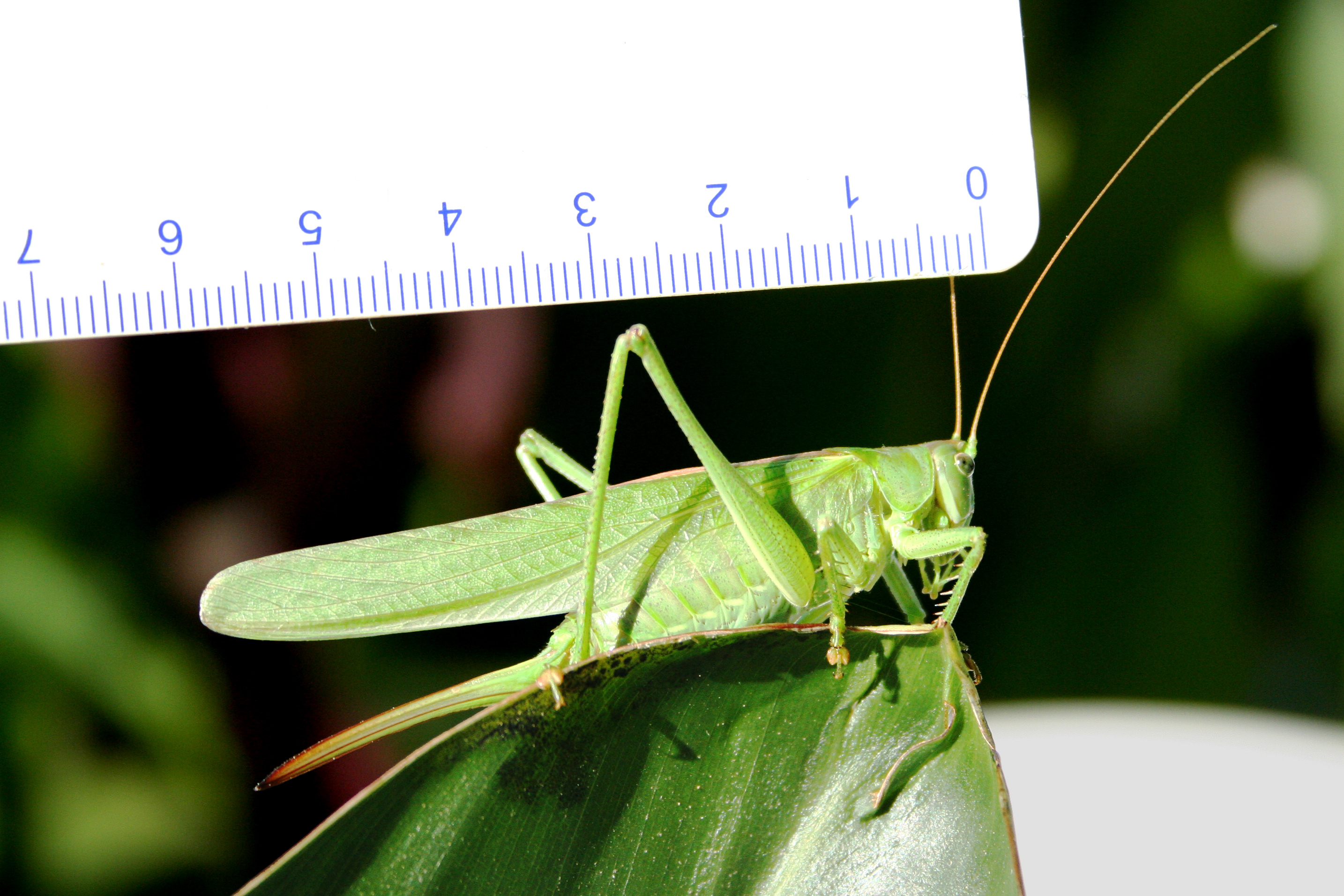
Grünes Heupferd mit deutlich erkennbarem Ovipositor
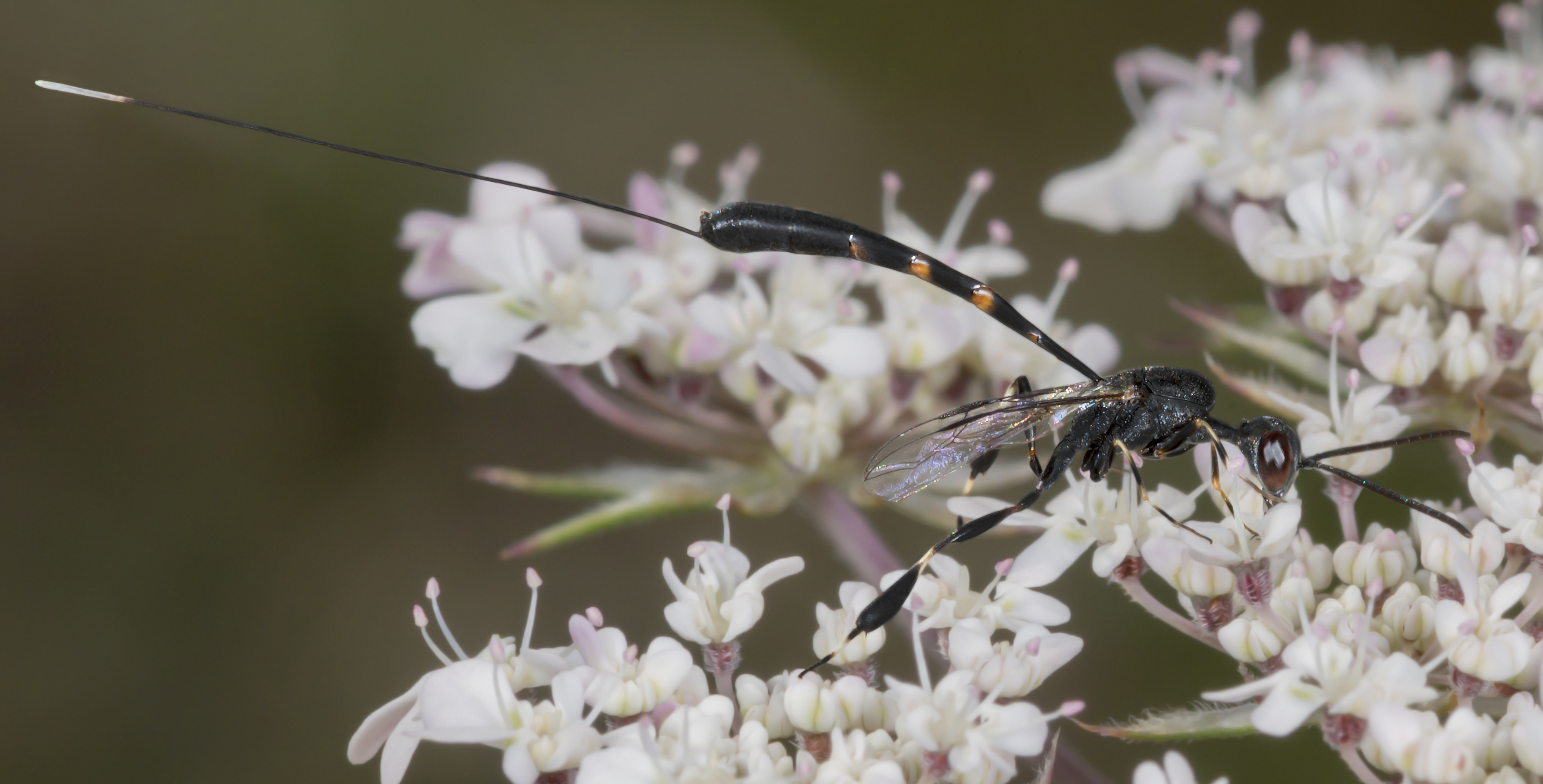
Ovipositor am Hinterleib einer Gichtwespe (Gasteruption sp.)
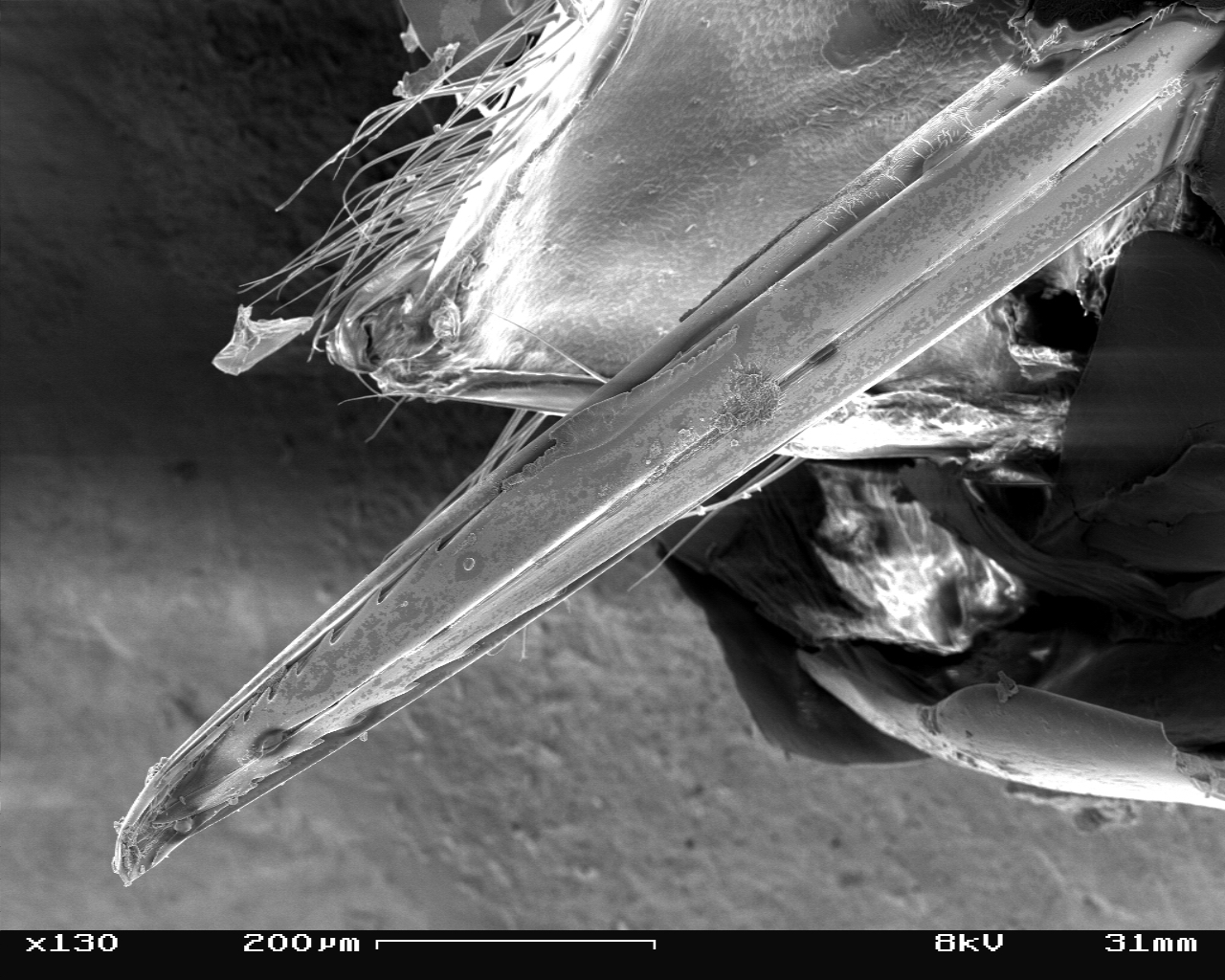
Wespenstachel im Rasterelektronenmikroskop
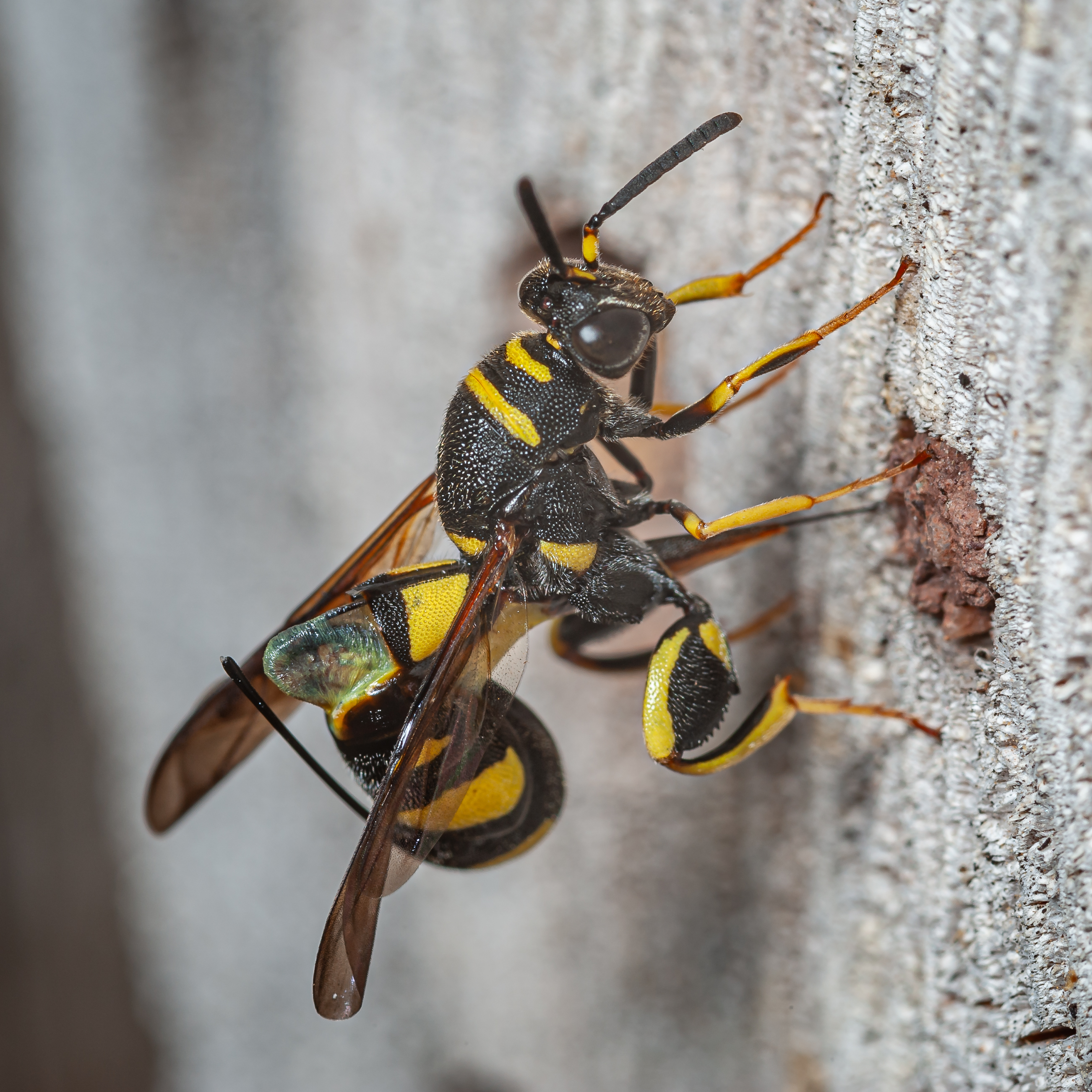
Leucospis dorsigera bei der Eiablage
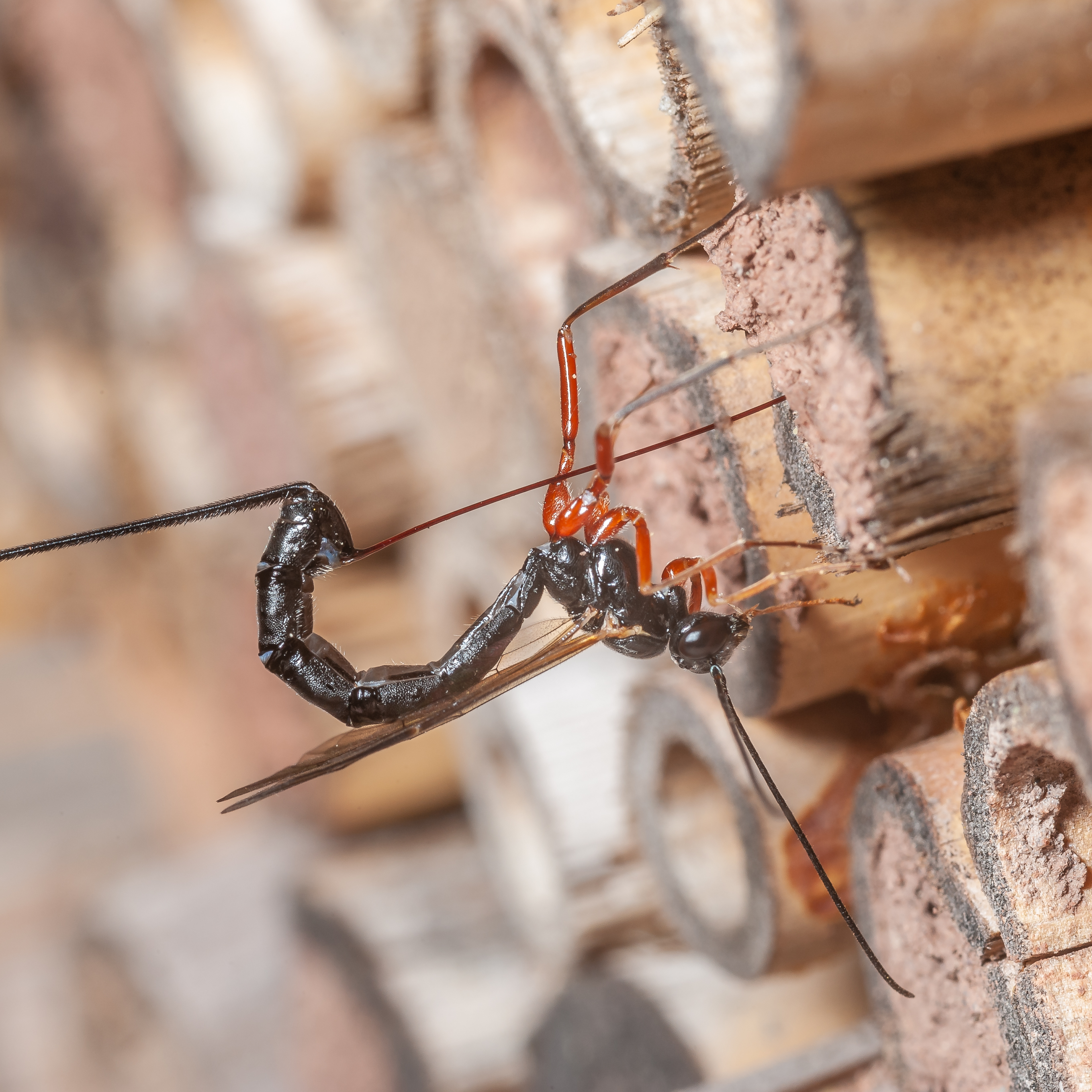
Dolichomitus sp. bei der Eiablage

## Belege
1. ↑  Brohmer: Fauna von Deutschland. 2002
2. 1 2 3 4  Gerhard Seifert: Entomologisches Praktikum. Georg Thieme Verlag, Stuttgart 1975, ISBN 3-13-455002-4. S. 310–312